# Psitteuteles versicolor
Psitteuteles versicolor là một loài chim trong họ Psittacidae.